# Finikas
Finikas (griechisch Φοίνικας (m. sg.) ‚Palme‘) ist ein Gemeindebezirk der Gemeinde Agios Vasilios im Regionalbezirk Rethymno auf der griechischen Mittelmeerinsel Kreta. Laut der Volkszählung vom Jahr 2011 leben insgesamt  3226 Menschen in Finikas. Hauptort des Gemeindebezirks ist Plakias.

## Geografie

### Geografische Lage

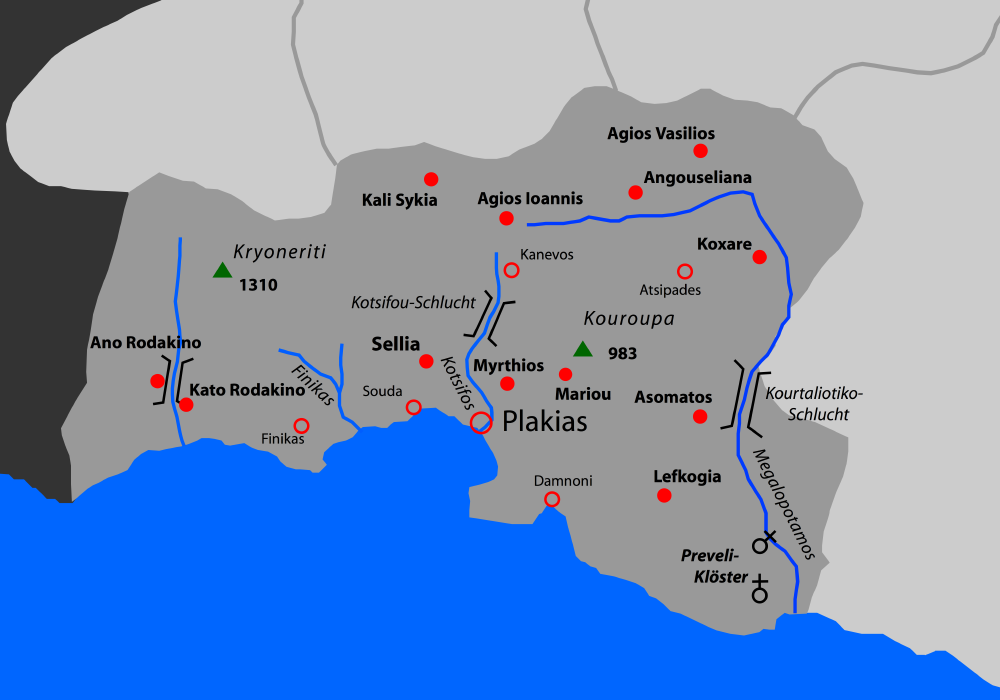
Lage der größeren Ortschaften von Finikas

Finikas liegt an der Südküste Kretas am Libyschen Meer. Sein Gebiet umfasst neben der fruchtbaren Küstenebene zwischen Asomatos und Plakias die beiden Gebirgszüge Kryoneritis (bis 1310 Meter Höhe über dem Meeresspiegel) und Kouroupa (983 Meter). Weitere Orte des Gemeindebezirks liegen längs des oberen Tals des Flusses Megalopotamos und im Hügelland nördlich der beiden Berge. Die beiden Straßen durch die Schluchten Kotsifou und Kourtaliotiko verbinden den nördlichen Teil von Finikas mit dem südlichen.
Die aus dem Gebirge nach Süden strebenden Bäche münden an Sand- oder Kieselstränden in den Buchten der ansonsten felsigen Küstenregion. Die größten dieser Buchten sind die von Plakias und Damnoni, die beide in den letzten Jahrzehnten touristisch erschlossen wurden.
Der Gemeindebezirk Finikas hat eine Fläche von 138,3 km². Die Ost-West-Ausdehnung beträgt etwa 19 Kilometer, die Nord-Süd-Ausdehnung 12 Kilometer.

### Nachbargemeinden
Finikas grenzt im Westen an die Gemeinde Sfakia und im Norden an die Stadtgemeinde Rethymno. Im Osten befindet sich der Gemeindebezirk Lambi der Gemeinde Agios Vasilios.

### Gliederung
Zur Gliederung siehe Agios Vasilios#Gemeindegliederung.

### Klima

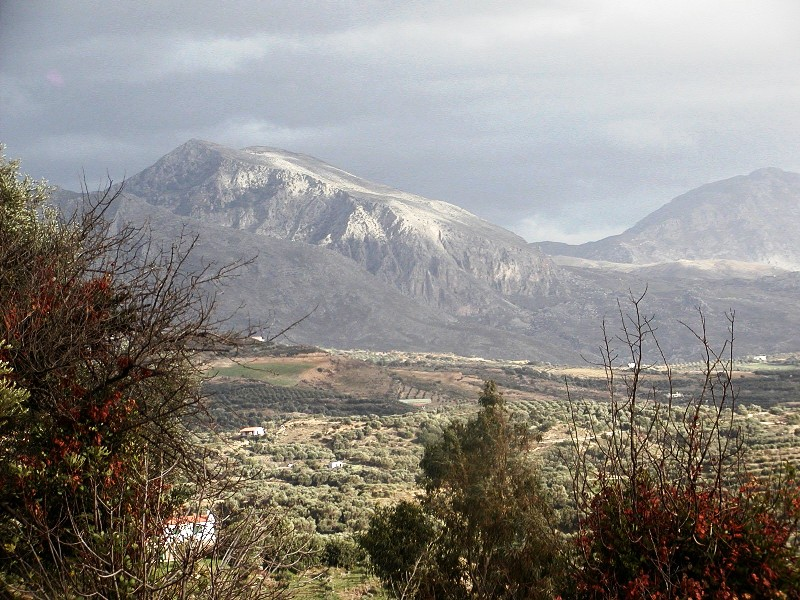
Finikas im Winter, Blick von Myrthios Richtung Frati-Schlucht

Auf Kreta herrscht ein mildes Mittelmeerklima mit über 300 Sonnentagen im Jahr vor, wobei im Sommer im Südosten gelegentlich starke Südwinde (Sirkos) die Temperaturen in die Höhe treiben. Auch sind im Süden Regenfälle seltener als an der Nordküste und den Bergregionen. Auf der Insel findet man kleinräumig gefächerte Klimazonen mit beträchtlichen Schwankungen zwischen Hoch- und Flachland sowie in den durch die Gebirgsketten getrennten Regionen der Küstenabschnitte.
Da Finikas im Süden der Insel liegt, wird das Gebiet auch wesentlich durch den Sirkos beeinflusst, obwohl in der meisten Zeit des Jahres Nordwestwinde vorherrschen. Die Wintertemperaturen sind durch häufig auftretende warme und feuchte Luftmassen aus Südwesten gemäßigt. An der Südküste gibt es mit nahezu 3000 Sonnenstunden pro Jahr etwa 10 % mehr, als im Norden Kretas. Auch das Klima des Gemeindebezirks Finikas ist durch die Gebirgsketten von Kouroupa und Kryoneritis zweigeteilt. Nördlich der Berge ist es oft wolkiger, kühler und weniger windig als an der Küste.
Das südlich des Gebirgszugs des Kouroupa zum Meer gelegene Gebiet wird von einem eigenen kleinräumigen Klima beherrscht, welches vor allem durch ein häufiges und verstärkten Auftreten des Nordwindes Voreas (Βόρεας) geprägt ist. Die räumliche Lage zwischen den beiden höchsten Bergzügen Kretas, dem Psiloritismassiv und den Lefka Ori, an einer Engstelle der Insel bedingt zusammen mit den beiden tiefen Schluchten Kotsifou und Kourtaliotiko eine Verstärkung des in der Ägäis üblichen Sommernordwindes. Einerseits kann dies zu angenehmer Abkühlung der heißen Sommermonate führen, andererseits auch zu wochenlangem starken und böigen Wind, welcher viele Aktivitäten im Freien behindern kann. Ist für Iraklio oder Chania eine Windstärke von beispielsweise 4 Beaufort angesagt, kann man in Finikas mit 6 oder mehr rechnen.
|                       | Jan | Feb | Mär | Apr | Mai | Jun | Jul | Aug | Sep | Okt | Nov | Dez |   |      |
| Mittl. Tagesmax. (°C) | 18  | 18  | 20  | 24  | 26  | 28  | 30  | 30  | 28  | 25  | 22  | 19  | ⌀ | 24   |
|                       |     |     |     |     |     |     |     |     |     |     |     |     |   |      |
| Wassertemperatur (°C) | 17  | 16  | 17  | 19  | 21  | 22  | 24  | 24  | 24  | 22  | 20  | 19  | ⌀ | 20,4 |

|  |

|  |

|  |

|  |

|  |

|  |

|  |

|  |

|  |

|  |

|  |

|  |

|  |

|  |

|  |

|  |

|  |

|  |

|  |

|  |

|  |

|  |

|  |

|  |

## Name

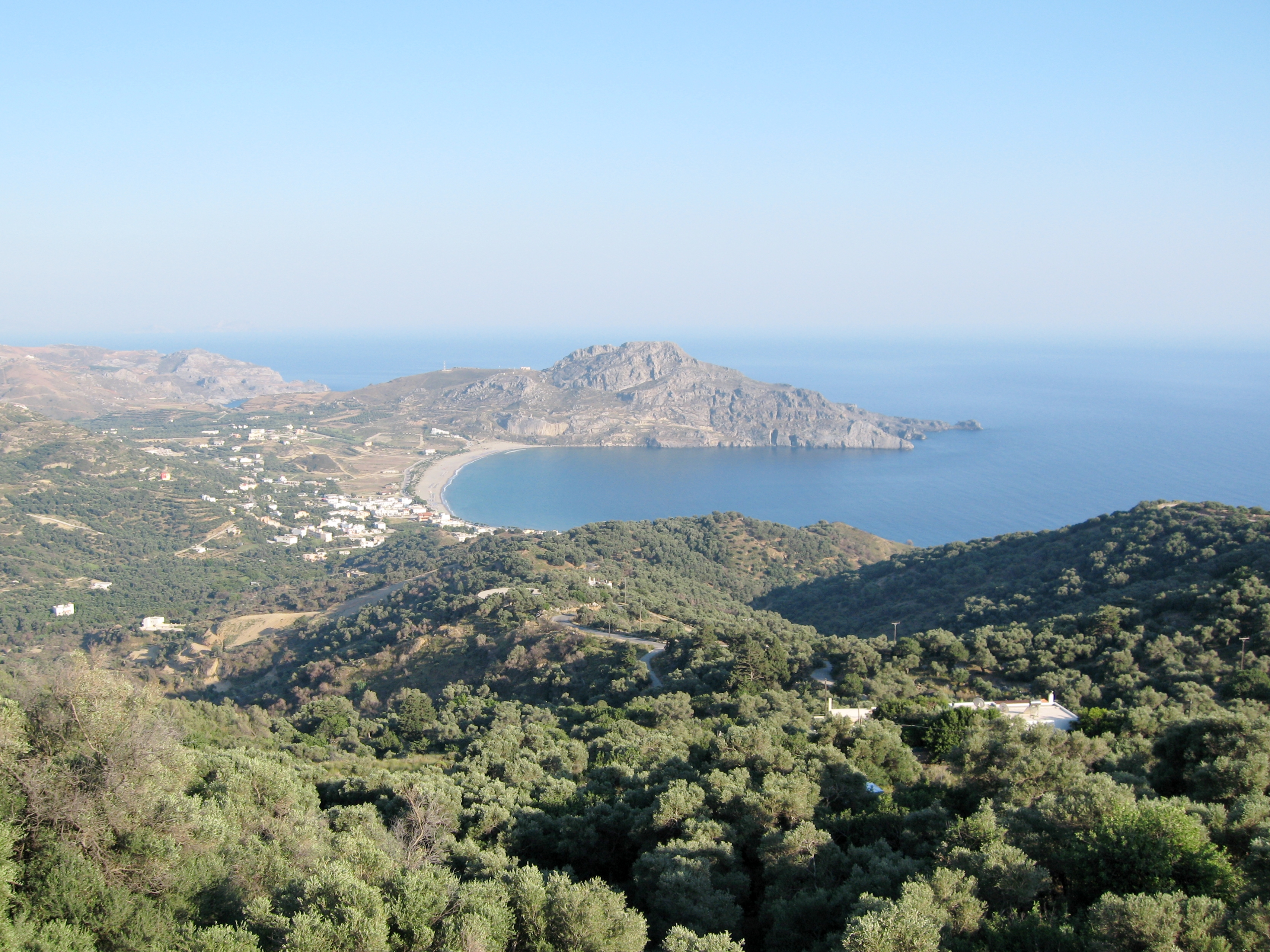
Landschaft vor der Bucht von Plakias

Benannt ist der Gemeindebezirk nach dem historischen Ort Finikas, gelegen in einem Tal westlich von Sellia, nördlich der Bucht von Souda. An dessen Stelle sind heute außer den Ruinen verlassener Wohnhäuser auch die des verlassenen gleichnamigen Klosters zu finden. Die Kirche des Klosters wurde bereits restauriert, derzeit werden unter Aufsicht des Archäologischen Instituts auch an einem Klostergebäude Wiederaufbauarbeiten durchgeführt. Der Ortsname Finikas ist angelehnt an das griechische Wort Finix (φοίνιξ) „Palme“, womit auf die im Gemeindegebiet an mehreren Stellen vorkommende Kretische Dattelpalme (Phoenix theophrasti) verwiesen wird. Bekanntester Standort dieser Pflanzenart ist die Schlucht von Preveli. Eine ausgedehnte Population ist auch in der westlich von Plakias gelegenen Souda-Bucht zu finden.

## Geschichte

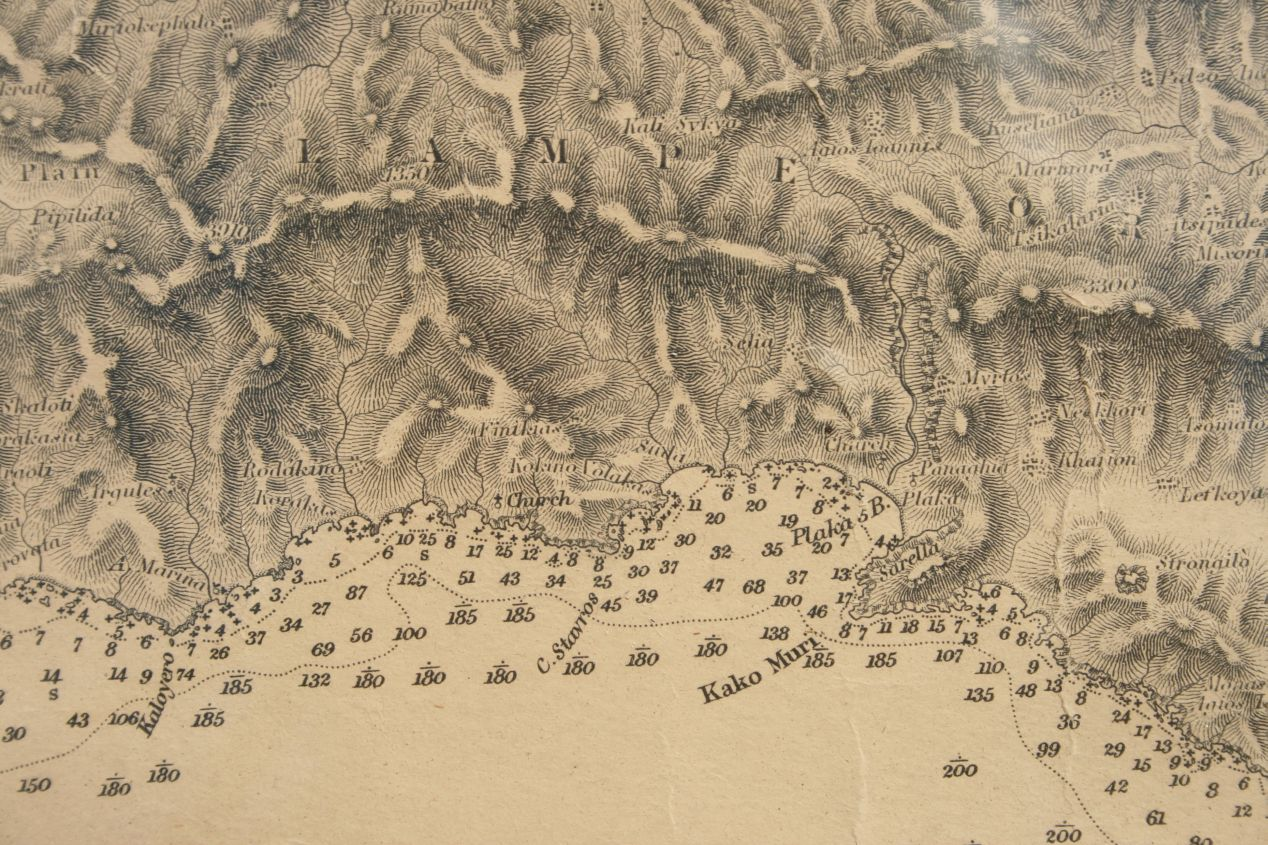
Ausschnitt aus historischer Karte (1851)

In frühgeschichtlicher Zeit, der minoischen und der mykenischen Epoche auf Kreta, war das heutige Gemeindegebiet von Finikas wohl recht wenig besiedelt. Jedenfalls sind kaum historische Funde aus diesem Zeitraum bekannt. Es gibt jedoch Hinweise, dass sich nach der Dorischen Einwanderung auf die Insel (seit etwa 1000 v. Chr.) an der Küste von Finikas die beiden Orte Lamon an der Bucht von Plakias und Phoinix nördlich der Souda-Bucht befanden. Hauptort der Region in hellenistisch-römischer Zeit war das nördlich von Finikas gelegene Lappa.
Aus der ersten byzantinischen Epoche nach dem Zerfall des Römischen Reiches und der anschließenden Herrschaft der Araber über Kreta, von 826 bis 961 n. Chr., sind auf dem Gebiet von Finikas keine historischen Spuren geblieben. In der zweiten byzantinischen Epoche ab 961 n. Chr. und der Zeit der Zugehörigkeit zur Republik Venedig ab dem Jahre 1204 n. Chr. entstanden dann einige zum Teil heute noch existierende Klöster und Kirchen. Finikas gehörte mit dem Gebiet der heutigen Gemeinde Lambi zum Verwaltungskreis Kato Sybritos, der mit der ehemaligen Eparchie Amari Teil des Bistums Sybritos war.
Danach bildete der Gemeindebezirk Finikas lange Zeit mit dem östlich angrenzenden Gemeindebezirk Lambi die Eparchie Agios Vasilios mit dem Hauptort Spili (früher auch Spilion). Die Eparchie war nach dem vormaligen Hauptort Agios Vasilios benannt, der in der nördlichen Ebene des heutigen Finikas liegt. Mit der Gemeindereform Ende der 1990er Jahre und der damit verbundenen Teilung der Eparchie wurde Plakias Verwaltungssitz der neu gegründeten Gemeinde Finikas. Ab 2011 sind die ehemaligen Gemeinden Finikas und Lambi zur Gemeinde Agios Vasilios wieder vereint.

### Deutsche Besatzungszeit

Gedenkstein in Kali Sykia

Wie alle westlichen Regionalbezirke der Insel stand das Gebiet des heutigen Gemeindebezirks im Zweiten Weltkrieg unter deutscher Besatzungsherrschaft. Seine Lage an der wichtigen Verbindungsstraße von Rethymno nach Agia Galini und die Schluchten, die den einzigen Zugang zur Südküste boten machten es zum Standort mehrerer deutscher Garnisonen. Unter anderen waren deutsche Soldaten in Myrthios und in Koxare stationiert. Gedenksteine in fast allen Dörfern erinnern an die Toten, die während dieser Zeit entweder als Widerstandskämpfer oder als Opfer deutscher Vergeltungsmaßnahmen ums Leben kamen.
Das im äußersten Westen des Gemeindegebiets gelegene Dorf Kali Sykia (Καλή Συκιά) wurde 1943 Opfer einer Vergeltungsaktion des „Jagdkommandos Schubert“: Da die meisten Männer des Dorfes in die Berge geflüchtet waren, wurden vor allem Frauen und Alte erschossen oder in ihren Häusern lebendig verbrannt. Der verantwortliche Oberfeldwebel Schubert wurde am 5. August 1947 von einem Sondergericht für Kriegsverbrecher in Athen zum Tode verurteilt und am 22. Oktober 1947 hingerichtet. Heute erinnert ein Mahnmal am Dorfplatz an die Geschehnisse.
Im Februar 1944 kam es bei Koxare zu Gefechten mit ELAS-Partisanen, was die Wehrmacht zu rigiden Vergeltungsmaßnahmen veranlasste: Große Teile des Dorfes und die Dorfkirche wurden zerstört und viele junge Männer erst in Arbeitslager nach Jugoslawien und später in verschiedene deutsche Konzentrationslager verschleppt.
Ein zum Dorf Rodakino (Ροδάκινο) gehöriger Strand war Endpunkt der spektakulären Entführung des deutschen Oberbefehlshabers von Kreta, des Generalleutnants Heinrich Kreipe. Am 15. Mai 1944 wurde er und seine Entführer von einem britischen Motorboot aufgelesen und nach Ägypten verbracht.

## Kultur und Sehenswürdigkeiten

### Klöster

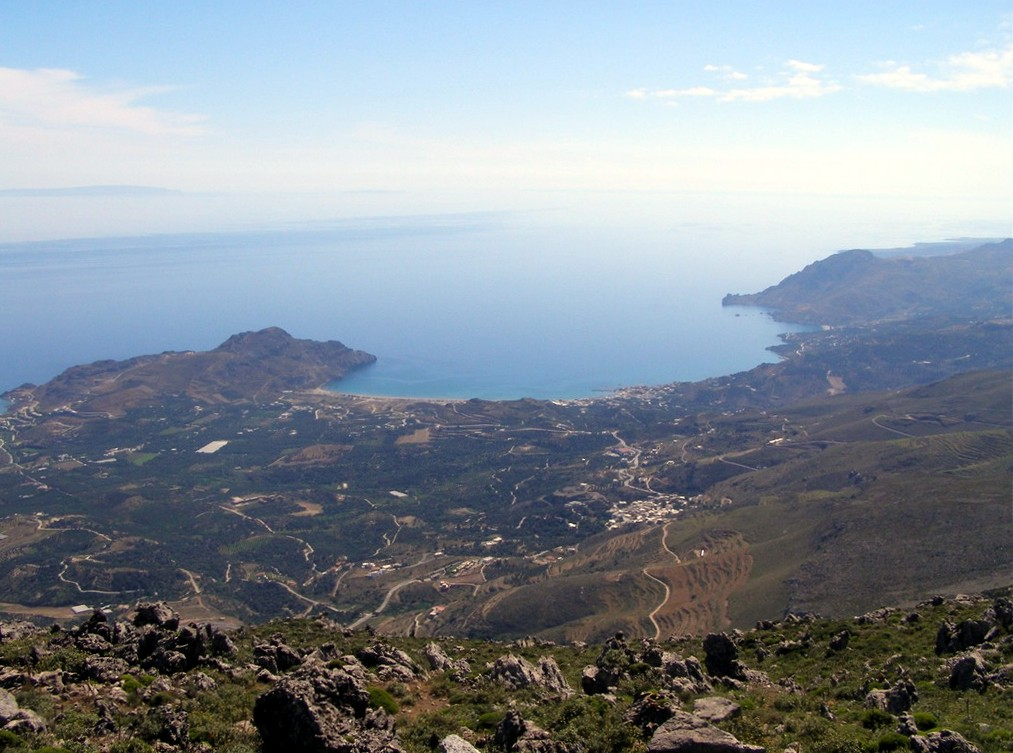
Plakias-Bucht vom Kouroupa aus

Das oberhalb der Bucht gelegene Kloster Preveli, welches der Bucht im Touristen-Sprachgebrauch ihren Namen gab, ist nur noch von wenigen Mönchen bewohnt. Während der deutschen Besatzung Kretas im Zweiten Weltkrieg spielte es durch seine Unterstützung des kretischen Widerstandes und britischer Agenten eine Rolle.

### Museen
- Volkskundemuseum „Papageorgoulakio“ in Asomatos

### Strände und Buchten
Strände und Badebuchten, die sich auf dem Gebiet von Finikas befinden, sind von West nach Ost: Polyrizos, Korakas bei Rodakino, Souda, Plakias, Damnoni, Ammoudaki, Ammoudi, Schinaria, der Palmenstrand von Preveli und Drymiskiano Ammoudi.

### Regelmäßige Veranstaltungen
- Jährlich in der zweiten Septemberhälfte: „Tag des Tourismus“ auf dem östlichen Parkplatz von Plakias. Es werden kostenfrei lokale Spezialitäten geboten, eine Tombola sowie traditionelle Musik- und Tanz aufgeführt. Organisiert wird die Veranstaltung vom örtlichen Frauenverein von Plakias (Συλλογος Γυναίκων του Πλακιά).

### Medien
Im Gemeindegebiet von Finikas und darüber hinaus ist der gleichnamige private Radiosender „Radio Finikas“ auf UKW 97,5 zu empfangen, welcher hauptsächlich griechische Popmusik und kretische Volksmusik spielt, ergänzt von Sendungen mit englischsprachiger Rock- und Popmusik.

## Wirtschaft und Infrastruktur

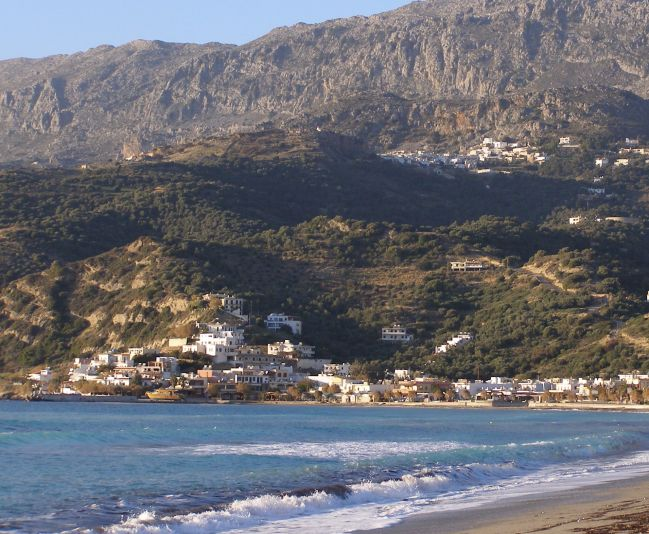
Plakias (unten) und Sellia (rechts, oben)

Agrarwirtschaftlicher Mittelpunkt von Finikas ist die Ebene, welche sich vom Ausgang der Kourtaliotiko-Schlucht in südwestliche Richtung bis zum Meer erstreckt. Ein Teil des ganzjährig fließenden Wassers des Baches Megalopotamos wird mit einem aufwändigen Bewässerungssystem einmal rund um das Tal geführt, wobei das künstliche Bachbett mit geringstmöglichem Gefälle fast 20 Kilometer lang genau einer Höhenlinie folgt. Aus ihm wird das Wasser genossenschaftlich verwaltet in die Gärten und Plantagen abgeleitet.
Der nördlich der Höhenzüge des Kouroupa gelegene Gebiet von Finikas weist noch einen für Südkreta ungewöhnlich hohen Waldbestand auf. Zentrales und größtes Dorf dieses vom Tourismus unberührten Gebietes ist Angouseliana.
Touristische Bekanntheit erlangte die Region vor allem durch die guten Bademöglichkeiten der Plakias- und der Damnonibucht, wo seit den 1980er Jahren größere Hotelanlagen und touristische Infrastruktur entstanden ist. Infolgedessen hat sich der Tourismus zum wichtigsten Wirtschaftszweig der Region entwickelt. Auch der Hapimag-Konzern unterhält ein Resort nahe Damnoni.